# Billy Dunlop (Fußballspieler, 1874)
William Theodor Peden „Billy“ Dunlop (* 11. August 1874 in Hurlford; † 28. November 1941 in Standhorpe) war ein schottischer Fußballspieler. Der linke Verteidiger gewann mit dem FC Liverpool in den Jahren 1901 und 1906 die ersten beiden englischen Meisterschaften in der Vereinsgeschichte.

## Sportlicher Werdegang
Dunlop wurde in der Nähe von Kilmarnock in Hurlford als dritter in einer Familie von sieben Brüdern geboren. Dort interessierte er sich für den Fußball in einer Gegend, die einige Talente wie beispielsweise Tommy Hynds und Sandy Turnbull – und bei Liverpool selbst die Brüder Archie und William Goldie – hervorbrachte und für das gepflegte schottische Spiel stand; daneben interessierte er sich für Musik und spielte die Violine. Im Alter von 15 Jahren schloss er sich dem ortsansässigen Klub in Hulford an und früh war er dort erfolgreich, als er zweimal in lokalen Pokalwettbewerben das Finale erreichte. Bereits dort bekleidete Dunlop die Position des linken Verteidigers und sollte diese im Verlauf seiner weiteren Karriere auch nicht mehr verlassen. Es folgte der logische Schritt zum FC Kilmarnock sowie im Jahr 1894 zum Zweitligisten FC Abercorn. In Abercorn zeigte Dunlop derart gute Leistungen, dass er für die Auswahl der Grafschaft Ayrshire nominiert wurde, die gegen die „Prominenz“ aus Glasgow antrat. Dazu war er Teil einer Ligaelf im Spiel gegen den amtierenden Meister Hibernian Edinburgh.
Im Januar 1895 wechselte Dunlop zum englischen Erstligisten FC Liverpool für eine Ablösesumme von 35 Pfund. Liverpool versuchte sich in der Saison 1894/95 gegen den Abstieg zu stemmen. Dunlop bestritt noch vier Einsätze ab dem Debüt gegen den designierten Meister AFC Sunderland (2:3) am 25. März 1895, wonach die Mannschaft jedoch als Tabellenletzter abschloss. Da auch das anschließende „Testspiel“ gegen den FC Bury mit 0:1 verloren ging, konnte Dunlop mit seinen Mannen den Fall in die Zweitklassigkeit nicht verhindern.
Zu Beginn seiner Liverpool-Zeit musste er noch um seinen Stammplatz kämpfen. So hatte er mit Tom Wilkie einen ernsthaften Konkurrenten als Linksverteidiger und Dunlop kam in der Aufstiegssaison 1895/96 zu vergleichsweise wenigen 13 Ligaeinsätzen. Im Jahr darauf gesellte sich noch eine schwerwiegende Knöchelverletzung hinzu. In seinem vierten Jahr bei den „Reds“ gelang Dunlop dann der erhoffte Durchbruch, auch da sich Wilkies Darbietungen als nicht zufriedenstellend herausgestellt hatten. In den folgenden vier Spielzeiten wurde er zum Inbegriff von Konstanz und Verlässlichkeit. Zwischen der Saison 1898/99 und 1902/03 verpasste er lediglich drei von 136 Meisterschaftsspielen und der zwischenzeitliche Höhepunkt war der Gewinn der englischen Meisterschaft in der Spielzeit 1900/01. Die folgenden Jahre verliefen wechselhaft und nach dem Abstieg im Jahr 1904 steuerte er in der Saison 1904/05 32 Einsätze zur direkten Rückkehr in die First Division bei. Dort gewann er direkt im nächsten Jahr seine zweite englische Meisterschaft und verpasste verletzungsbedingt auch hier nur sieben Partien. Zu dieser Zeit absolvierte er am 7. April 1906 sein einziges Länderspiel für Schottland und gewann dieses gegen England mit 2:1. Dass er für Schottland nur bei dieser Gelegenheit auflief, lag weniger an seinen anerkannt guten Leistungen im Verein, sondern an der weitgehenden Weigerung der schottischen Funktionäre, Spieler aus dem englischen Vereinsfußball zu nominieren.
Dunlop absolvierte am 17. April 1909 gegen den FC Bury (2:2) sein letztes Pflichtspiel für Liverpool und im Mai 1911 erklärte er seinen Abschied vom aktiven Sport. Ab Juli 1911 arbeitete er gut drei Jahrzehnte lang im Trainerstab des AFC Sunderland. Während des Ersten Weltkriegs war er als Masseur im Jeffrey Hospital in Sunderland tätig und als der Zweite Weltkrieg ausbrach, schloss er sich dem Luftschutz in der Region an. Gut zwei Jahre später verstarb Dunlop in Standhorpe im Alter von 67 Jahren.

## Titel/Auszeichnungen
- Englischer Fußballmeister (2): 1901, 1906